# Хосе Мігель Прієто
Хосе Мігель Прієто (ісп. José Miguel Prieto, нар. 22 листопада 1971, Альбасете) — іспанський футболіст, що грав на позиції захисника.
Виступав, зокрема, за клуб «Севілья», а також молодіжну збірну Іспанії.

## Клубна кар'єра
Народився 22 листопада 1971 року в місті Альбасете. Вихованець футбольної школи клубу «Альбасете». Дорослу футбольну кар'єру розпочав 1988 року в основній команді того ж клубу, в якій провів один сезон, взявши участь у 18 матчах чемпіонату. 
Протягом 1989—1990 років захищав кольори клубу «Севілья Атлетіко».
У 1990 році перейшов до клубу «Севілья», за який відіграв 13 сезонів. Завершив професійну кар'єру футболіста виступами за команду «Севілья» у 2003 році.

## Виступи за збірні
У 1989 році дебютував у складі юнацької збірної Іспанії (U-18), загалом на юнацькому рівні взяв участь у 18 іграх.
Протягом 1992–1994 років залучався до складу молодіжної збірної Іспанії. На молодіжному рівні зіграв у 14 офіційних матчах.